# Гранма (вестник)
Вижте пояснителната страница за други значения на Гранма.
Гранма (Granma) е официален вестник на Централния комитет на Кубинската комунистическа партия.
Името произлиза от яхтата Гранма, с която Фидел Кастро и 81 други бунтовници достигат бреговете на Куба през 1956 година и започват Кубинската революция. Основан е на 4 октомври 1965 г. от сливането на вестниците Ой и Револусион.
Вестникът се публикува ежедневно и е широко четен в Куба. В чужбина се разпространяват няколко седмични международни издания на английски, испански, френски и португалски. Някои от новините на Гранма често се препечатват в испанските секции на издания с подобна политическа ориентация.
В Гранма често се публикуват:
- речи на Фидел Кастро и други ръководители на кубинското правителство
- официални съобщения на кубинското правителство
- известни истории за революционната борба на кубинския народ през 19 и 21 век
- съвети към кубинските работници и фермери да защитават и ускоряват социалистическата революция
- съвременни постижения на Куба в промишлеността, земеделието, науката, културата и спорта
- телевизионна програма за деня

Вестникът излиза 6 дни в седмицата (без неделя) и достига до 8 страници, понякога с приложения. Такива приложения например са: покупката от електрическа компания на автомобили и камиони от Китай или началото на Световното първенство по футбол 2006.